# Augustin Félix Fortin

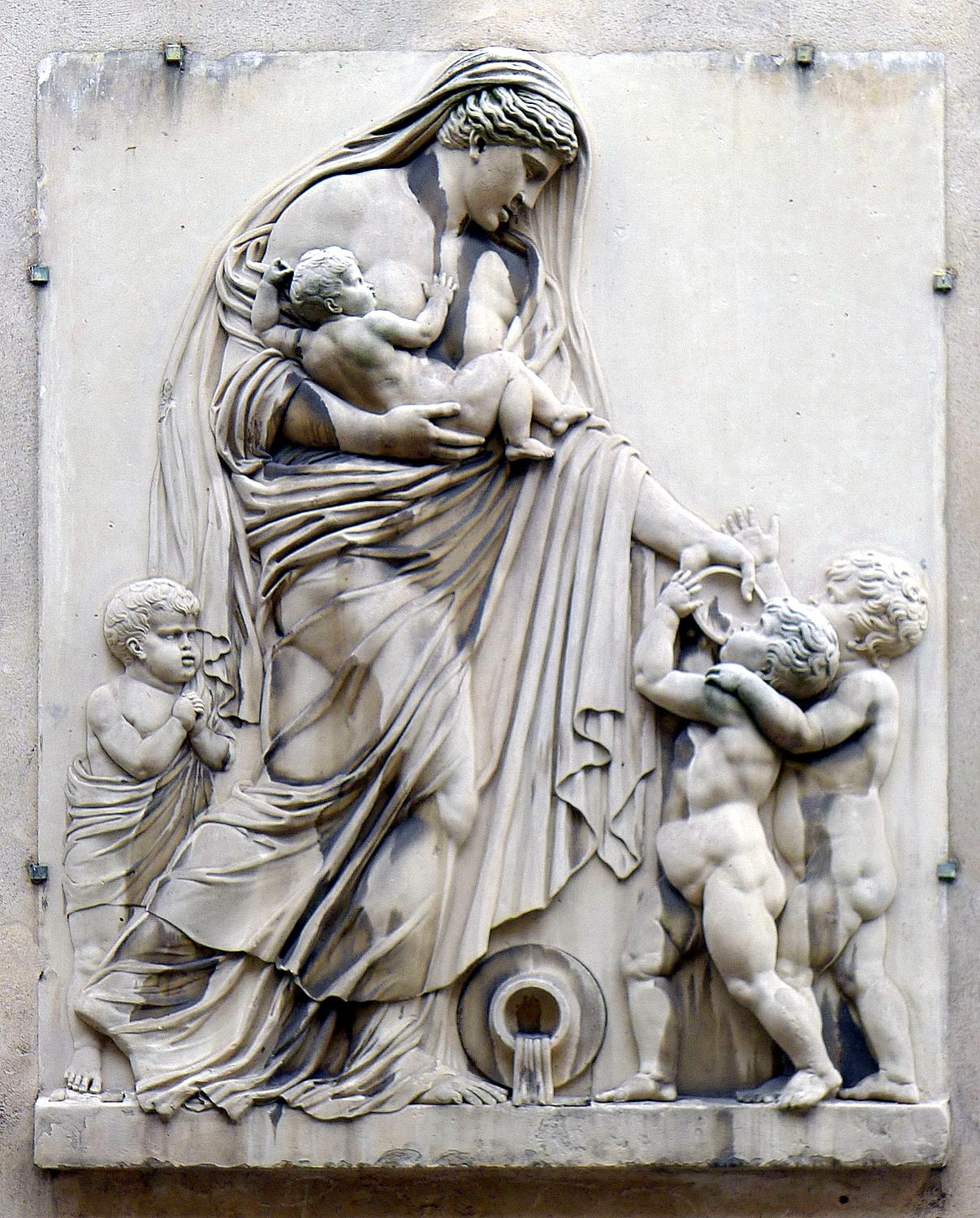
Fortinův basreliéf v ulici Rue de Sévigné v Paříži (původně na fontaine de la Charité)

Augustin Félix Fortin (1763 v Paříži – 1832 tamtéž) byl francouzský malíř a sochař.

## Dílo
V roce 1782 obdržel druhou cenu Římské ceny za sochu Parabole du Samaritain a v roce 1783 první cenu za sochu Mort ressuscité par l'attouchement des os du prophète Elisée.
Podílel se na sochařské výzdobě několika veřejných fontán. Spolupracoval s architektem Charlesem Percierem v roce 1802 na Desaixově fontáně a rovněž se podílel na výzdobě Arc de Triomphe du Carrousel v roce 1806.